# بخش کلی (شهرستان هایلند، اوهایو)
بخش کلی (به انگلیسی: Clay Township) یک منطقهٔ مسکونی در ایالات متحده آمریکا است که در شهرستان هایلند، اوهایو واقع شده‌است.
 بخش کلی ۷۲٫۸۱ کیلومتر مربع مساحت و ۱٬۴۳۱ نفر جمعیت دارد و ۲۸۹ متر بالاتر از سطح دریا واقع شده‌است.